# Mỏ than Erds
Mỏ than Erds là một mỏ than ở miền đông Mông Cổ. Mỏ này có trữ lượng than lên tới 807 triệu tấn than cốc, một trong những trữ lượng than lớn nhất ở châu Á và trên thế giới. Mỏ này có công suất sản xuất hàng năm là 0,1 triệu tấn than.